# Johannes Peter Müller
Johannes Peter Müller, född 14 juli 1801 i Koblenz, död 28 april 1858 i Berlin, var en tysk anatom, fysiolog och biolog.

## Biografi
Müller blev 1823 medicine doktor i Bonn, 1826 e.o. och 1830 ordinarie professor där samt utnämndes 1833 till professor i anatomi och fysiologi i Berlin. Han utförde arbeten av stor betydelse inom nästan alla grenar av biologin. Hans första större skrift var Zur vergleichenden Physiologie des Gesichtssinnes (1826), följd av Ueber die phantastischen Gesichtserscheinungen (1826). Han övergick därefter åt andra grenar av fysiologin, dels åt morfologin. Under de få år han därefter vistades i Bonn publicerade han bl.a. Bildungsgeschichte der Genitalien (1830), De glandularum secernentium structura penitiori earumque prima formatione (1830), experimentella bevis för riktigheten av Magendies (Bells) lag samt undersökningar över blodet och tarmlymfan. Kort efter sin flyttning till Berlin övertog Müller 1833 ledningen av "Archiv für Anatomie und Physiologie", vilken han innehade till sin död.
Han ägnade även stort intresse för det anatomiska museum, vars direktör han var. Han skrev även flera ytterligare viktiga skrifter som Handbuch der Physiologie (två band, 1833–40), som utgör en ordnande sammanfattning av hela det dåtida fysiologiska vetandet samt även meddelar viktiga egna forskningar av författaren (såsom om reflexrörelserna och om ljudbildningen i struphuvudet) liksom en mängd undersökningar, som hans lärjungar utfört. Vidare märks hans i samtidigt med Bartolomeo Panizza gjorda upptäckt av amfibiernas lymfhjärtan, hans studier Ueber den feineren Bau der krankhaften Geschwülste (1838), som anses vara grundläggande för den moderna uppfattningen om svulsternas finare byggnad, samt en mängd arbeten av anatomiskt innehåll. Jämte Johannes Evangelista Purkinje var Müller en av de förste, som på metodiskt sätt utövade mikroskopisk-anatomisk forskning och ledde sina elever på denna väg. Med tiden började han ägna sig åt morfologin, vilken han från 1840 helt inriktade sig på.
Jämte Richard Owen måste han anses som grundläggare av den nyare komparativt-anatomiska forskningsmetoden, som vid tolkningen av mera komplicerade djurformer i väsentlig mån stöder sig på utvecklingshistorien och på undersökningen av en viss djurgrupps enklare former. Hans huvudarbete åt detta håll var Vergleichende Anatomie der Myxinoiden (1834–45). Jämte detta bör bland Müllers hithörande undersökningar nämnas de över Amphioxus, över ganoidernas byggnad och släktskapsförhållanden, över echinodermernas utveckling, över fiskarnas, amfibiernas, vissa fåglars, echinodermernas och radiolariernas systematik. Även inom paleontologin utgav Müller värdefulla arbeten (till exempel om Zeuglodontidæ).
Müller invaldes 1834 som utländsk ledamot av Kungliga Vetenskapsakademien.

## Verk
- Ueber die phantastischen Gesichtserscheinungen (1826)[9]